# 櫛橋伊光
櫛橋 伊光（くしはし これみつ）は、南北朝時代の武将。赤松氏の家臣。

## 人物
櫛橋氏初代・櫛橋伊朝の子。櫛橋氏は足利氏・赤松氏に従って北朝方に属しており、父もそのために戦死したとされている。櫛橋氏は時代は不明ながら播磨国印南郡志方を根拠地としたが、この頃は赤松氏傍流で南朝に属した赤松氏範の次男・赤松家則が一帯を支配していたらしく、自然櫛橋氏もその影響下にあったものと思われる。氏範は一時、北朝方の赤松宗家と和睦していたが、応安2年（1369年）氏範が再び南朝方について挙兵すると、赤松宗家・赤松則祐は摂津国中島において氏範軍と衝突する。その際伊範も北朝方に加わるが、その戦いで戦死した。